# Viktor Rundgren
Viktor Emanuel Rundgren, född den 8 oktober 1869 i Karlskrona amiralitetsförsamling, död den 13 juli 1936 på Södertälje lasarett, var en svensk präst och teologisk författare. 

## Biografi
Rundgren var son till distinktionskorpralen Emanuel Rundgren och hans hustru Martha Stina Petersdotter. Han blev 1888 student vid Lunds universitet, filosofie kandidat där 1890 och prästvigdes 1892 för Strängnäs stift, där han 1894–1901 var komminister i Ekeby- Gällersta. År 1901 övergick han till Lunds stift. Rundgren blev 1903 teologie kandidat vid Lunds universitet och samma år kyrkoherde i Östra Sallerups församling, varifrån han 1908 kallades till predikant vid Johanneskyrkan i Göteborg. År 1910 blev han kyrkoherde i Oskar Fredrik i samma stad. Rundgren kreerades till teologie doktor i Lund 1918 och blev biskop i Visby stift 1920. Han blev 1914 ledamot av den då utsedda katekesnämnden och erhöll 1915 uppdraget att författa lärobok i den kristna tros- och sedeläran dels för folkskolan, dels för konfirmandundervisningen. Han deltog som självskriven ledamot år 1920 och 1925 års kyrkomöten. Vid det förra var han ordförande i den för psalmboksfrågan tillsatta särskilda nämnden och företrädde 1920 Svenska kyrkan vid Lutherjubileet i Wittenberg. Han var ledamot av Vetenskaps- och vitterhetssamhället i Göteborg (1919).
Rundgren, som 1907 utnämndes till extra ordinarie hovpredikant, ansågs som en av sin tids främsta svenska homileter och utövade på det teologiska området ett flitigt och mångsidigt författarskap, som omfattar bland annat Statistiska studier rörande svenska kyrkan (1897, ett pionjärarbete inom religionssociologin), predikosamlingen På vägen hem (1906), Den religiösa människan (1907), Kristendomen och dogmerna (1908), De sociala förhållandenas betydelse för religion och moral (samma år), Predikningar (1911), predikosamlingen Förbundets folk (1919), Herdabref till Visby stift (1920) samt Religiositet och kyrkokristendom (1922), varjämte han, grundlig kännare av lutherdomens klassiska andaktslitteratur, utgav den antologiska sångsamlingen Från fädernas tid (1917) och uppbyggelseboken Ur lutherska kyrkans skattkammare (1919).
Rundgren blev den 17 november 1931 kommendör med stora korset av Kungliga Nordstjärneorden (kommendör av 1:a klassen 1922, efter att ha blivit ledamot 1913). Han fick det med anledning av Gustaf V:s 70-årsdag (1928) instiftade minnestecknet.
Viktor Rundgren är begravd på Östra kyrkogården i Göteborg.